# Молодой Тэмлейн

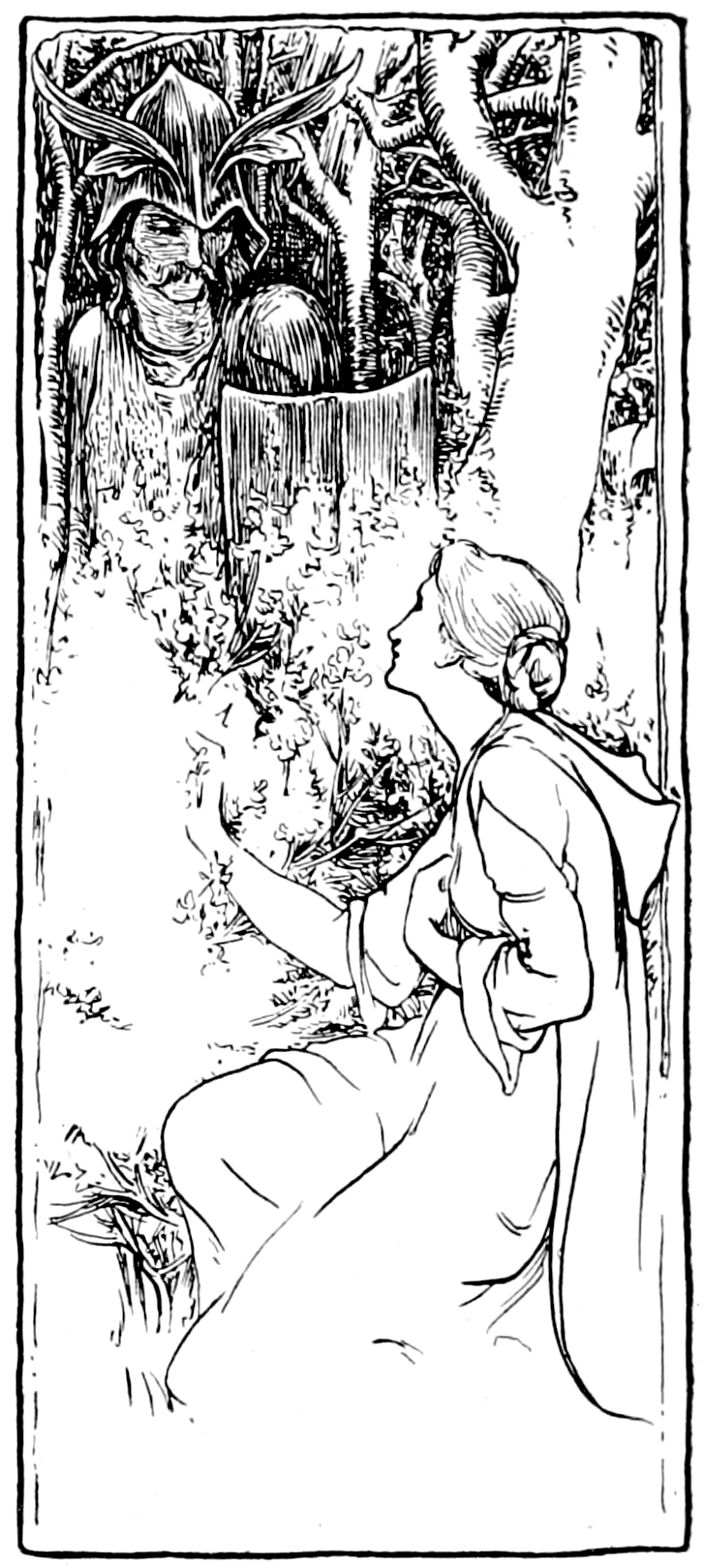
Иллюстрация Джон Диксон Баттен для сказки Tamlane More English Fairy Tales Джозефа Джейкобса (1894)

«Молодой Тэмлейн» или «Том Лин» (англ. Tam Lin; Child 39, Roud 35) — шотландская народная баллада. Фрэнсис Джеймс Чайлд в своём собрании приводит одиннадцать основных её вариантов. Во всех версиях названия баллады немного различаются, среди них присутствуют Tomaline, Tam-a-line, Young Tamlin, Young Tom Line, Young Tamlane. Она, по-видимому, сложилась относительно рано, о чём свидетельствует упоминания середины XVI века: в книге 1549 года The Complaynt of Scotland в перечне средневековых песен упоминается «The Tayl of the Ȝong Tamlene» (The Tale of the Young Tamlene), а в моралите Уильяма Веджера «The longer thou livest, the more foole thou art» 1569 года один из персонажей среди фрагментов разных песен цитирует следующий:
|  | Tom a lin and his wife, and his wives mother They went ouer a bridge all three together, The bridge was broken, and they fell in, The Deuil go with all quoth Tom a lin.W. Wager |

На русский язык балладу переводили М. Н. Ковалёва и И. М. Ивановский.

## Сюжет
Большинство вариантов баллады начинается с предостережения девушек от прогулок в лесу Картерхо (англ. Carterhaugh). Там обитает Тэмлейн, который забирает у девушек их ценности, а может и лишить невинности. Тем не менее, молодая женщина (чаще всего по имени Дженет или Маргарет) отправляется в лес гулять. Она срывает цветок, и перед ней предстаёт юноша, спрашивая, зачем она берёт то, что принадлежит ему. Далее в большинстве вариантов девушка возвращается домой и вскоре обнаруживает, что беременна (некоторые версии текста начинаются отсюда). Отказываясь выйти за кого-нибудь замуж или прервать беременность, она возвращается в лес, где узнаёт, что Тэмлейн когда-то был человеком, а сейчас находится в плену у королевы фей. Он рассказывает ей, что раз в семь лет феи делают приношение дьяволу, срок скоро подойдёт, и он может сам оказаться этим приношением. Тэмлейн говорит, что есть возможность вызволить его. Девушка встречает его ночью в составе конной процессии, стягивает с белого коня и крепко удерживает. Феи превращают Тэмлейна в различных существ, но та не выпускает его из объятий. Наконец он принимает форму тлеющего угля, и девушка бросает его в воду, тогда метаморфозы прекращаются. Она укрывает Тэмлейна своей зелёной мантией, и тот освобождается от власти фей. Королева очень недовольна, но она больше не имеет над ним власти.
Считается, что сюжет похищения людей феями и эльфами принадлежит кельтскому фольклору. Он встречается, например, в балладах «Томас-рифмач» (англ. Thomas Rymer; Child 37) и «Леди Изабелла и король эльфов» (англ. Lady Isabel and the Elf Knight; Child 4). Однако схожие мотивы встречаются также в северной Европе и восточном Средиземноморье, указывая на древнее происхождение подобных сюжетов. Не менее старые корни имеет мотив волшебных превращений одного из партнёров — он встречается уже в «Метаморфозах» Овидия в мифе про Пелея и Фетиду.